# Rossioglossum grande
Rossioglossum grande är en orkidéart som först beskrevs av John Lindley, och fick sitt nu gällande namn av Leslie Andrew Garay och George Clayton Kennedy. Rossioglossum grande ingår i släktet Rossioglossum och familjen orkidéer. Inga underarter finns listade i Catalogue of Life.

## Bildgalleri

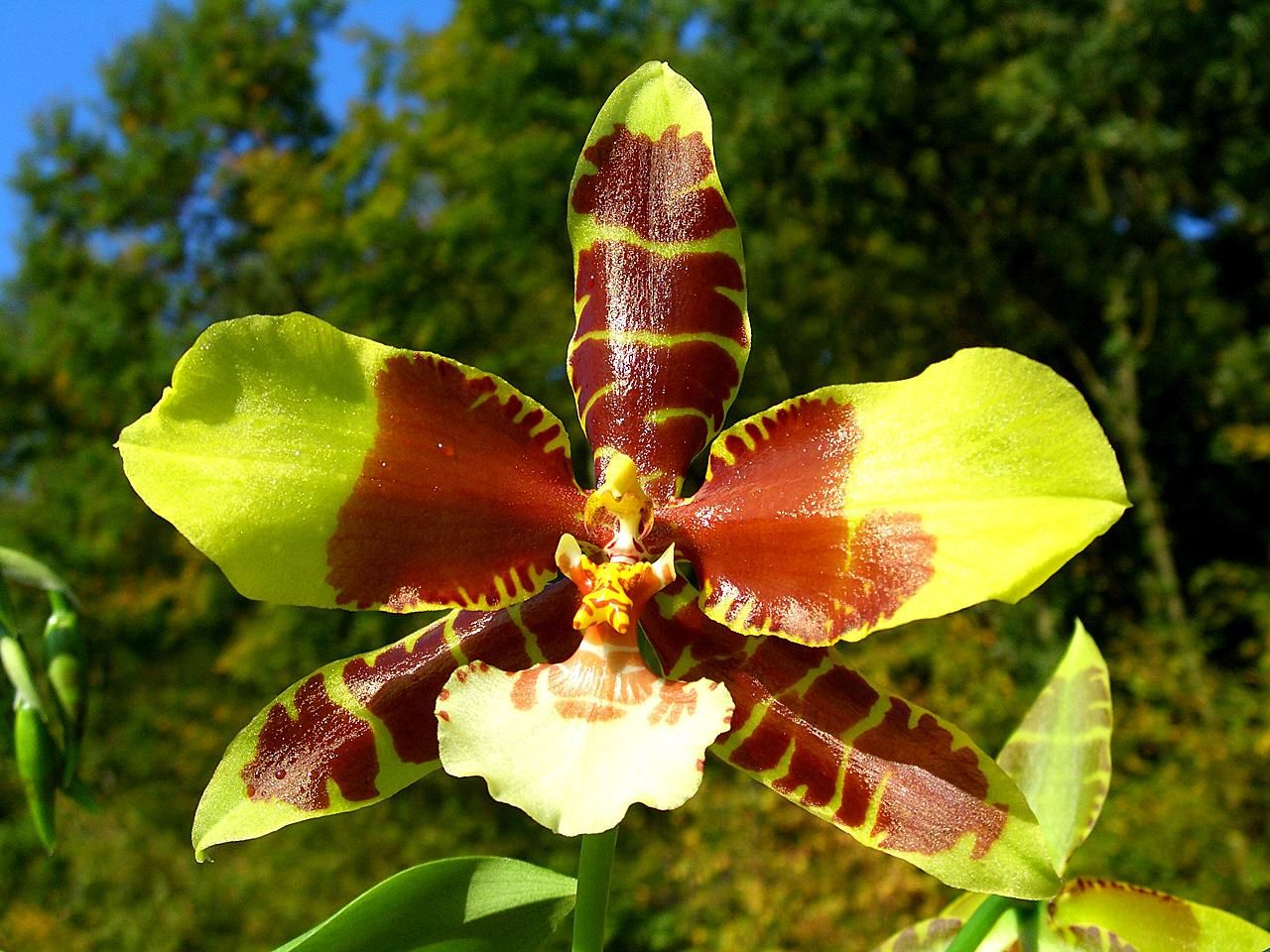
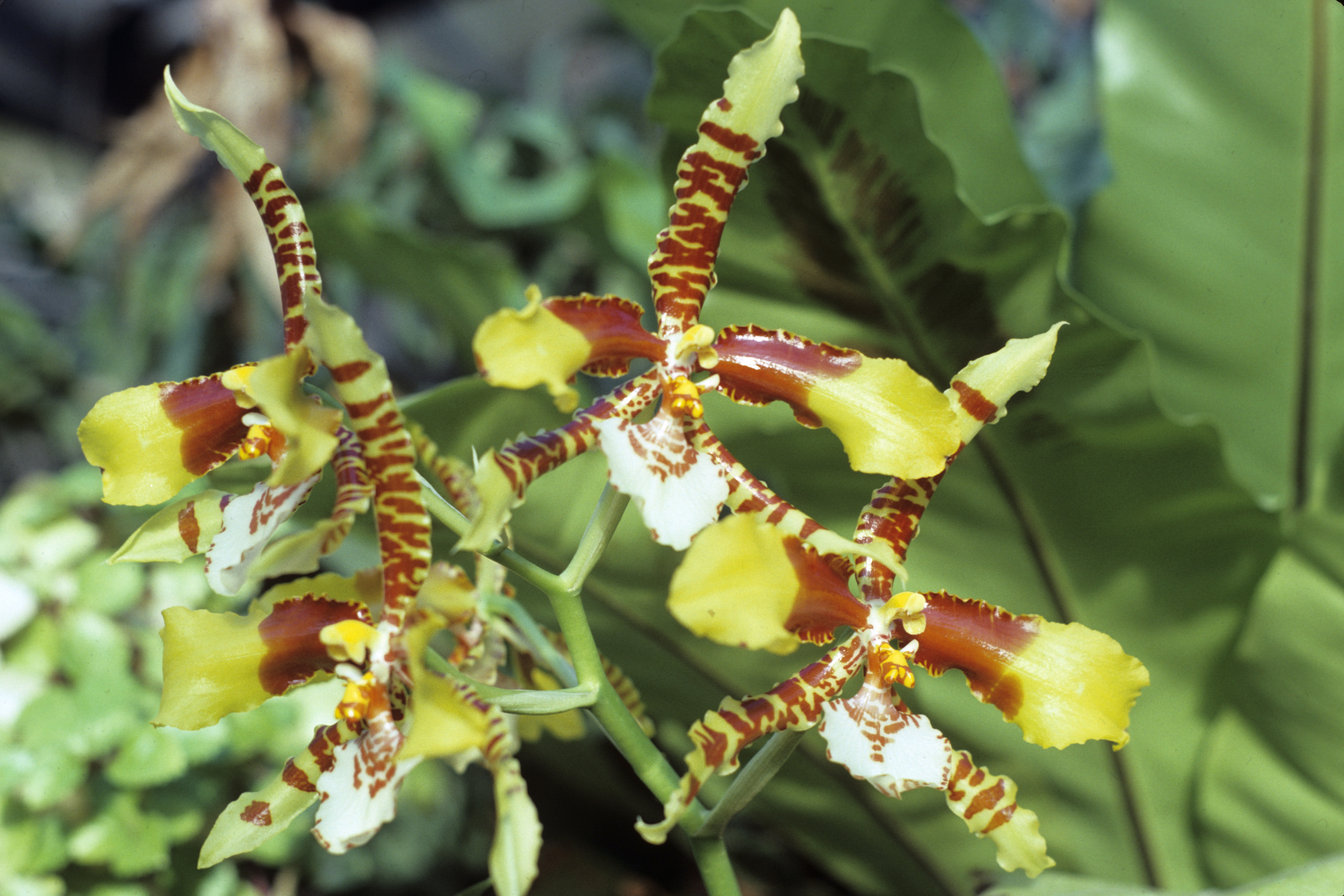
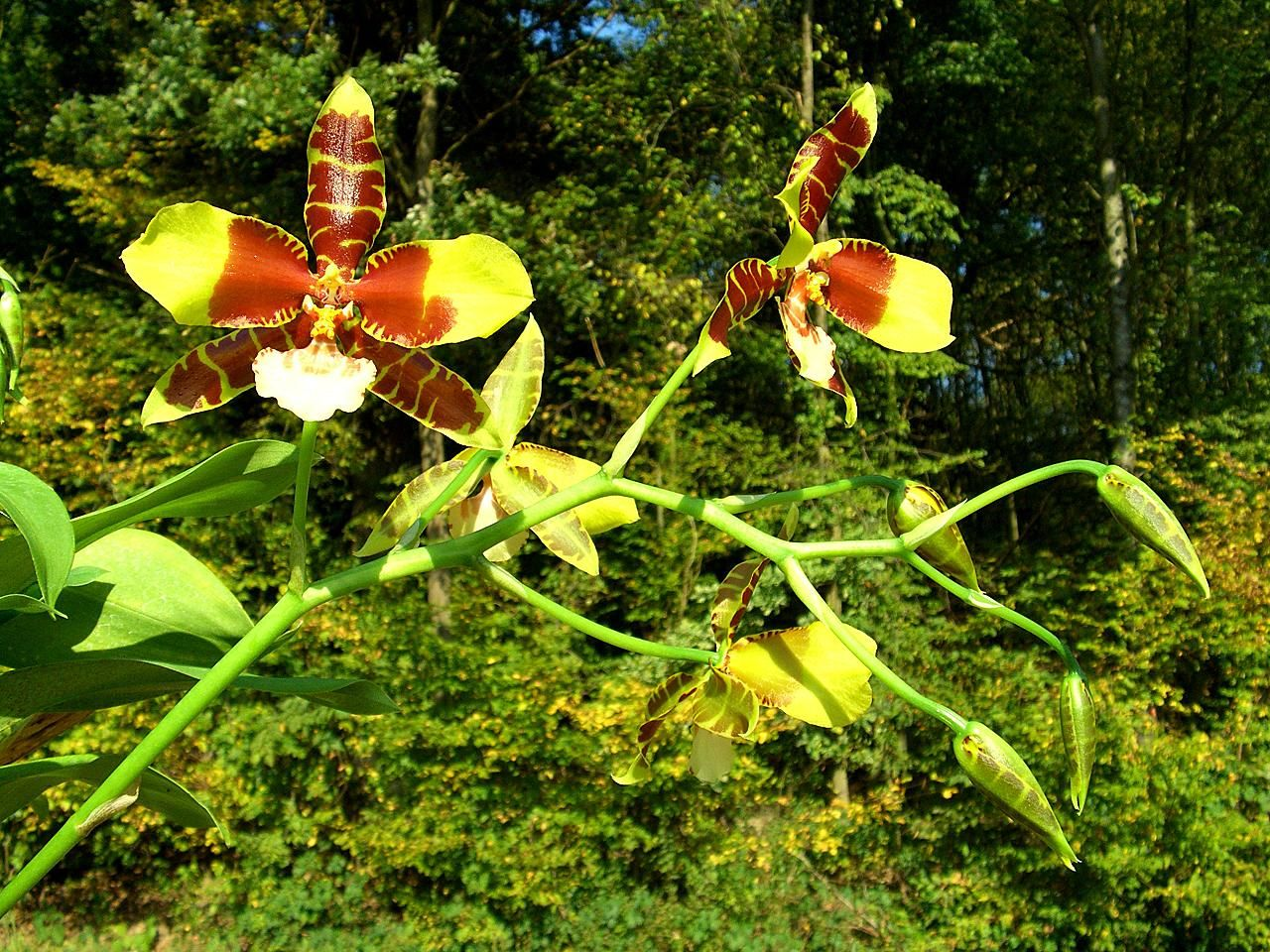
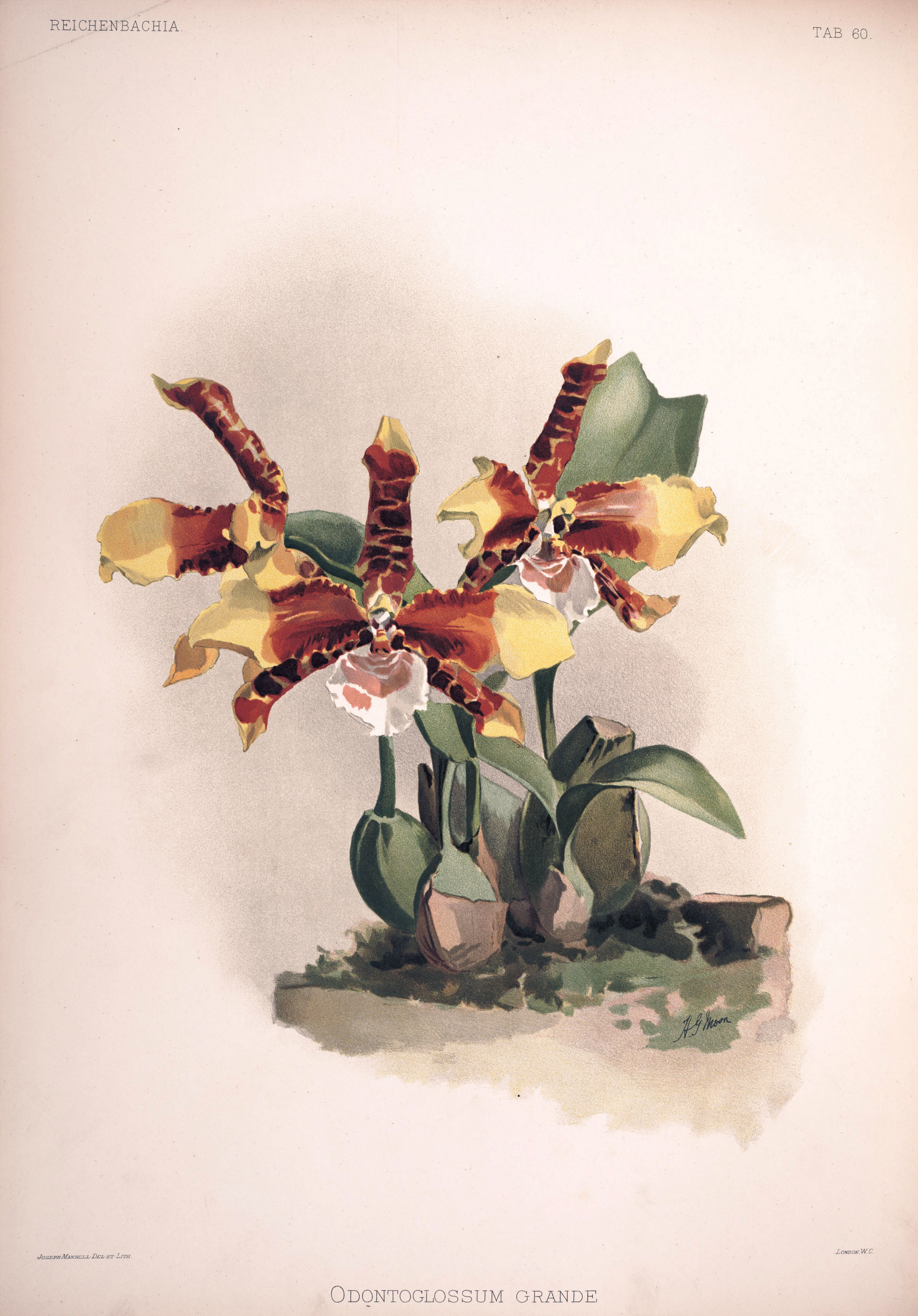
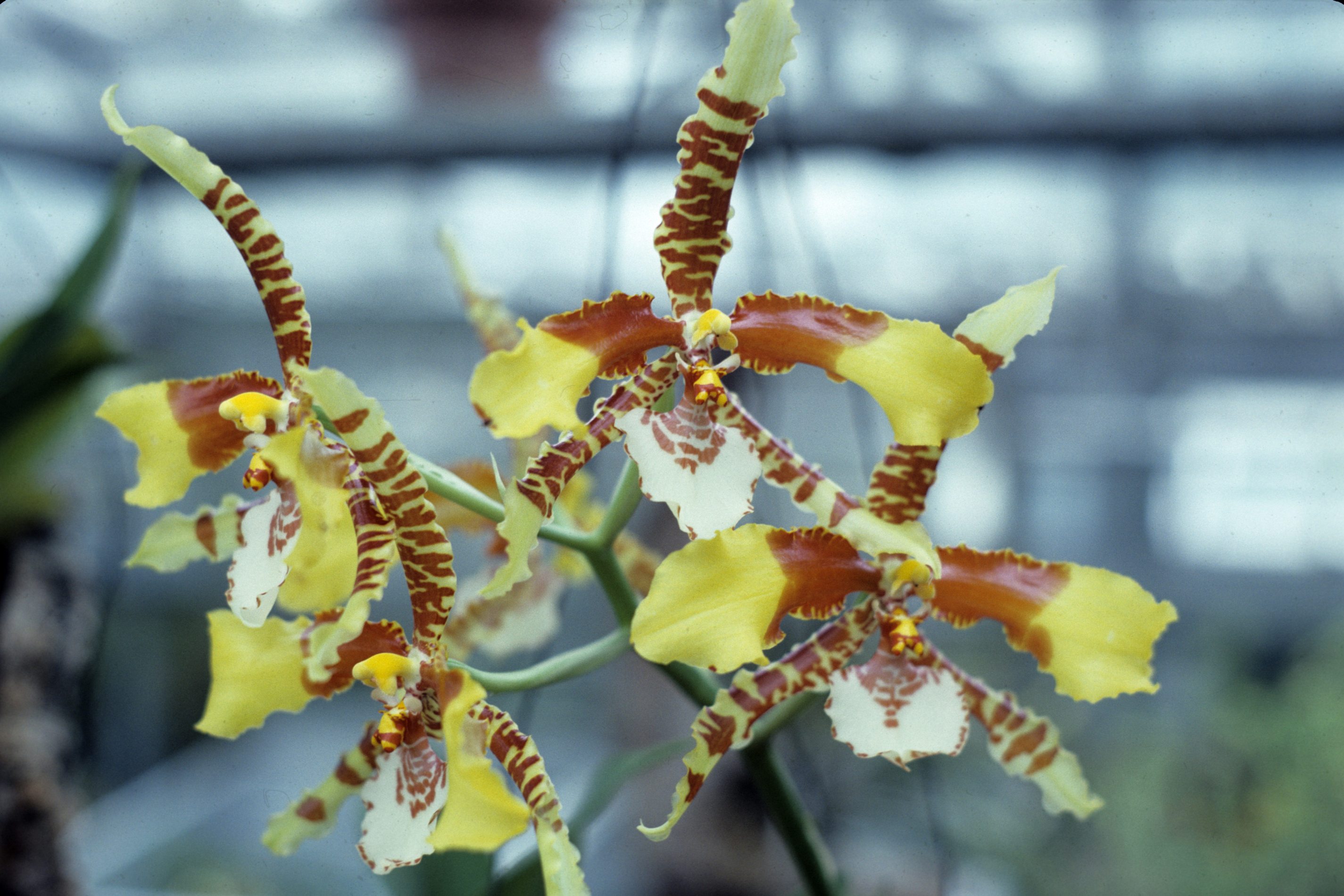
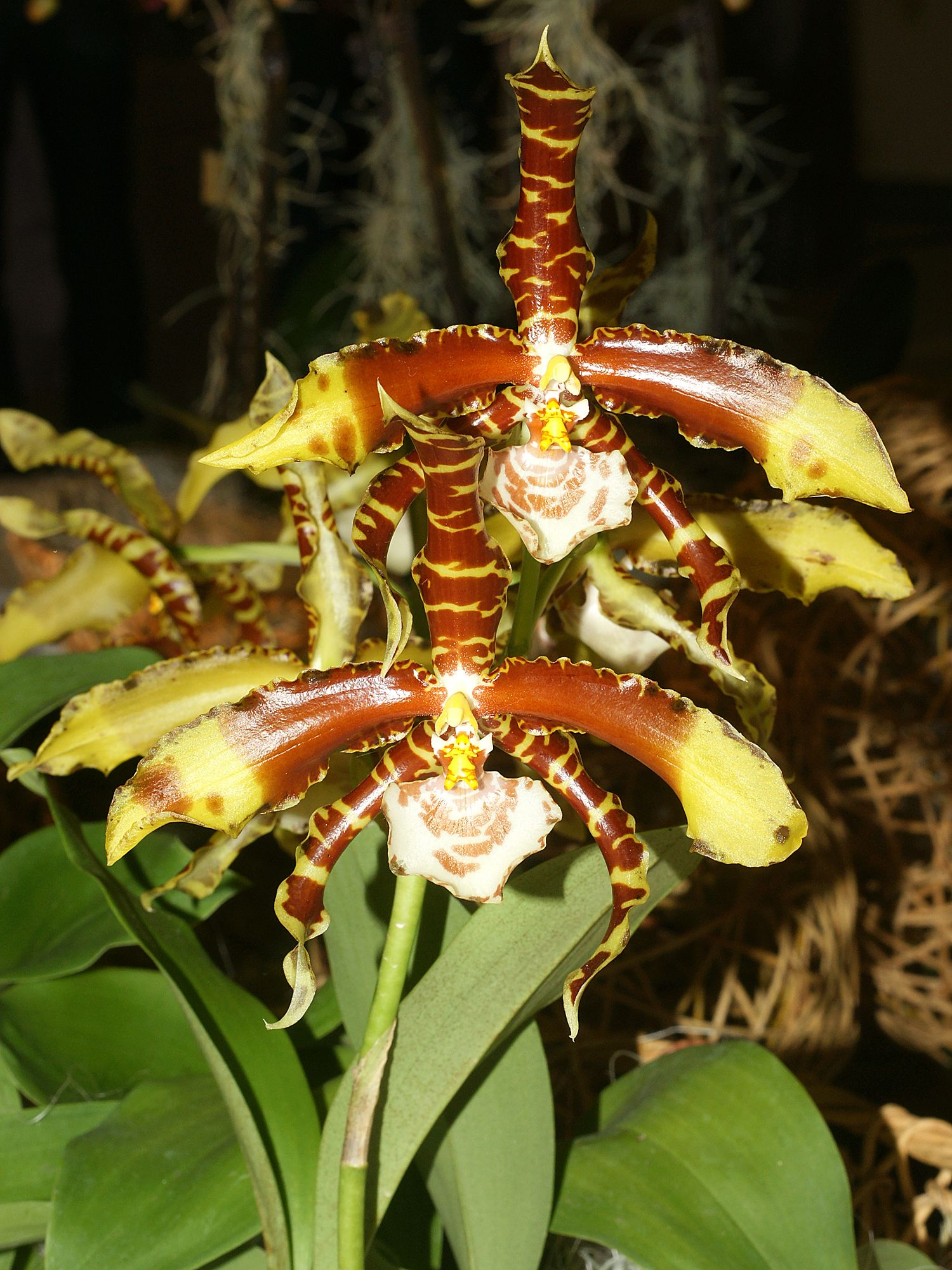